# Steven Lindsey
Steven Wayne Lindsey (Temple City, 24 augustus 1960) is een voormalig Amerikaans ruimtevaarder. Lindsey zijn eerste ruimtevlucht was STS-87 met de spaceshuttle Columbia en vond plaats op 19 november 1997. Tijdens de missie werd er wetenschappelijk onderzoek gedaan met de Spartan-module. 
Lindsey maakte deel uit van NASA Astronautengroep 15. Deze groep van 19 ruimtevaarders begon hun training in 1994 en had als bijnaam The Flying Escargot.
In totaal heeft Lindsey vijf ruimtevluchten op zijn naam staan, waaronder missies naar het Internationaal ruimtestation ISS. In 2011 verliet hij NASA en ging hij als astronaut met pensioen. 